# 馬尼拉灣

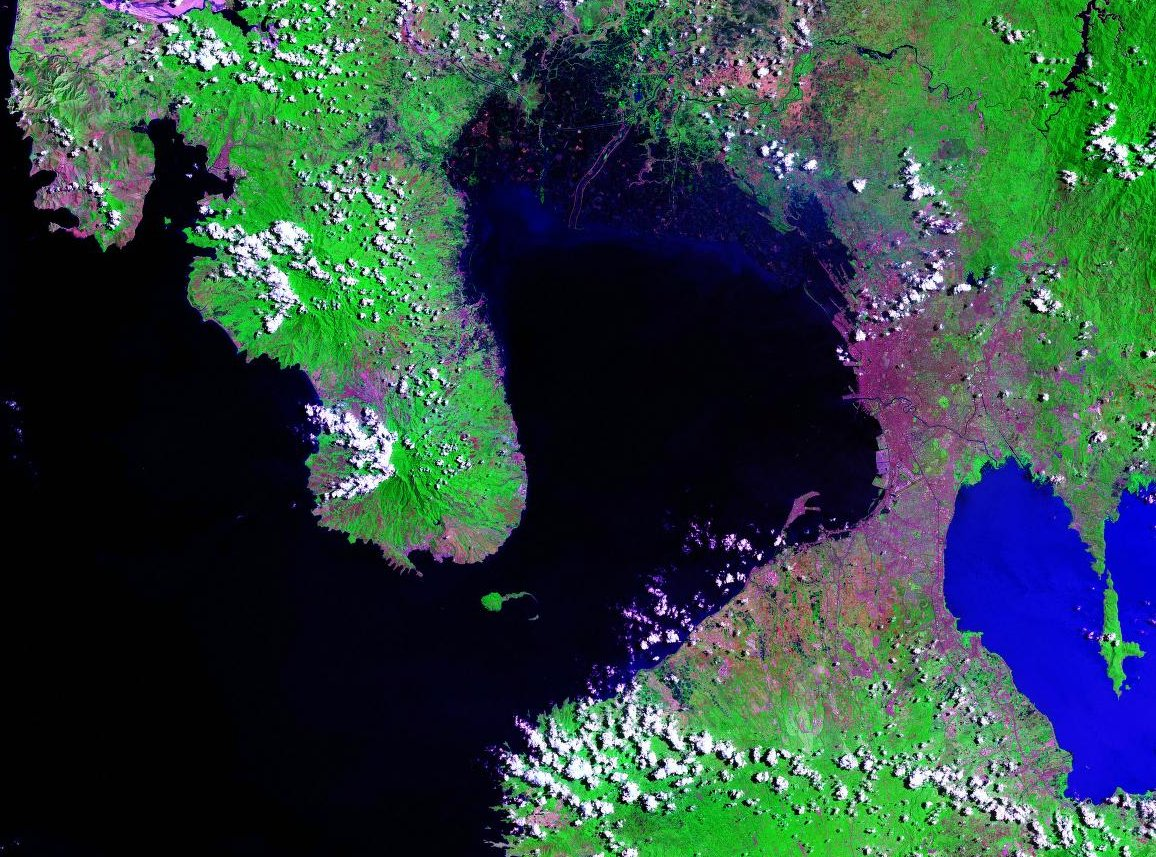
衛星照片

馬尼拉灣（Manila Bay）是菲律賓中部，首都馬尼拉西側的天然海灣。西側有巴丹半島屏障，出口通往南中國海。灣內主要島嶼有科雷希多島等。
14°35′N 120°45′E / 14.583°N 120.750°E